# Lawrie Wilson
Lawrie Robert Wilson, né le 11 septembre 1987 à Collier Row dans le borough londonien d'Havering, est un footballeur anglais qui évolue au poste de défenseur ou milieu de terrain.

## Biographie
Lawrie Wilson dispute plus de 100 matchs en deuxième division anglaise, notamment avec le club de Charlton.

## Palmarès
- Champion d'Angleterre de Conference (D5) en 2010 avec Stevenage
- Vainqueur du FA Trophy en 2009 avec Stevenage